# Каетано Сілва
Каетано да Сілва Насіменто (порт. Caetano da Silva Nascimento, 7 серпня 1930, Ріо-де-Жанейро — 26 жовтня 1973, Ріо-де-Жанейро), більш відомий як Велудо (порт. Veludo) — бразильський футболіст, що грав на позиції воротаря, зокрема, за клуб «Флуміненсе», а також національну збірну Бразилії.
Переможець Ліги Каріока. Переможець Ліги Мінейро. 

## Клубна кар'єра
Народився 7 серпня 1930 року в місті Ріо-де-Жанейро. Вихованець юнацьких команд футбольних клубів «Гармонія» та «Флуміненсе».
У дорослому футболі дебютував 1949 року виступами за команду «Флуміненсе», в якій провів п'ять сезонів. 
Згодом з 1954 по 1962 рік грав у складі команд «Насьйональ», «Флуміненсе», «Канто до Ріо», «Сантус», «Атлетіко Мінейру» та «Мадурейра».
Завершив ігрову кар'єру у команді «Ренашенка», за яку виступав протягом 1963 року.

## Виступи за збірну
1952 року дебютував в офіційних матчах у складі національної збірної Бразилії. Протягом кар'єри у національній команді провів у її формі 9 матчів.
У складі збірної був учасником чемпіонату світу 1954 року у Швейцарії.
Помер 26 жовтня 1973 року на 44-му році життя у місті Ріо-де-Жанейро.

## Титули і досягнення
- Переможець Ліги Каріока (1):

«Флуміненсе»: 1951
- Переможець Ліги Мінейро (1):

«Атлетіко Мінейру»: 1958